# Nouaceur
Nouaceur est une commune dans la région Casablanca-Settat, au Maroc. Sa population est de 36 326 habitants en 2024. L'aéroport Mohammed-V de Casablanca y est implanté.

Elle fait partie de la province de Nouaceur, qui porte le même nom.

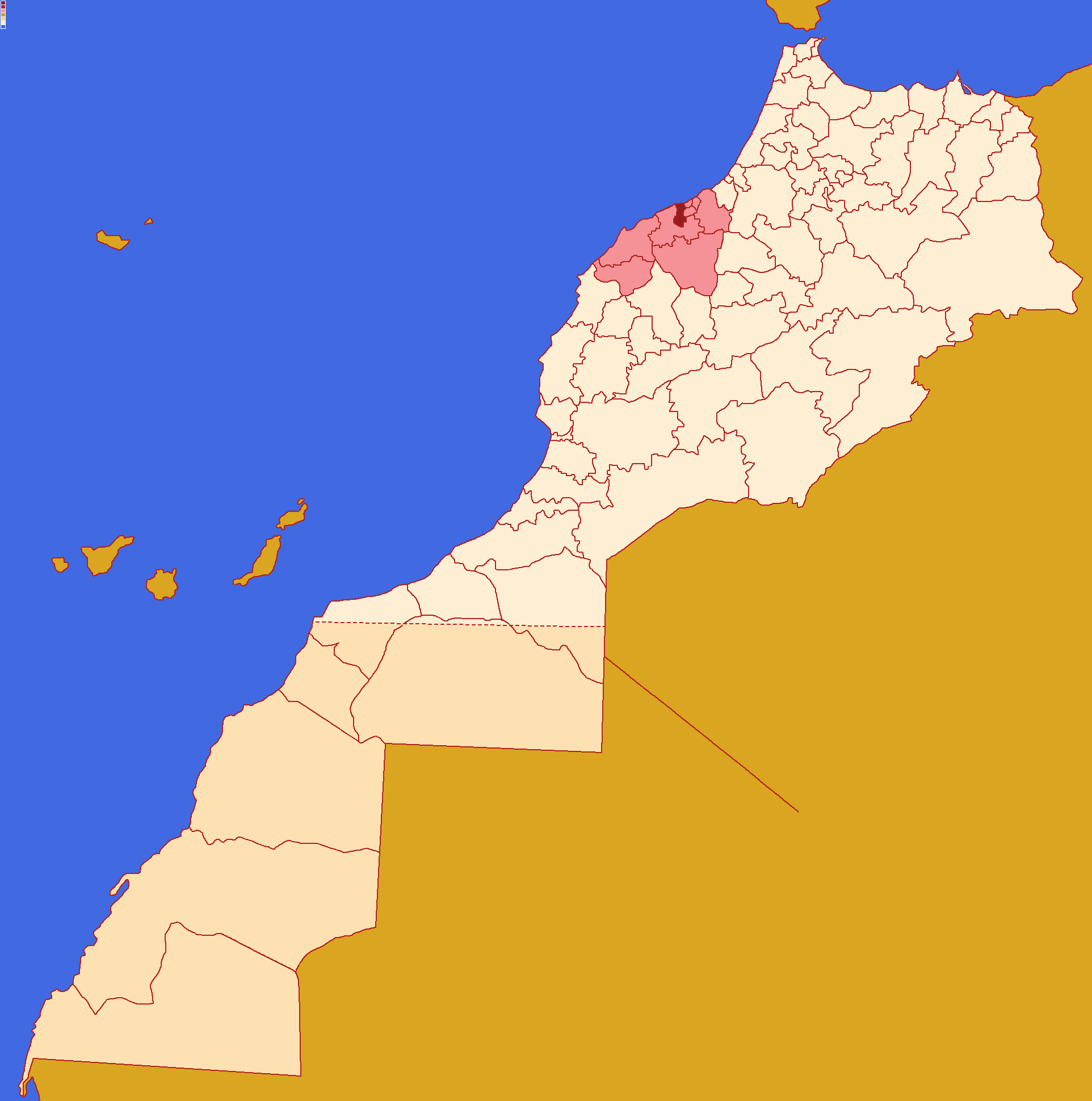
Province de Nouaceur.